# NGC 2124
NGC 2124 este o galaxie spirală situată în constelația Iepurele. A fost descoperită în 20 octombrie 1784 de către William Herschel. Se află la o distanță de 43,25 de megaparseci de Pământ.